# Cecilie Legangerová
Cecilie Leganger (* 12. března 1975 Bergen) je bývalá norská házenkářka, brankářka. S norskou ženskou házenkářskou reprezentací získala bronzovou medaili na olympijských hrách v Sydney roku 2000. Stala se s ní mistryní světa v roce 1999 a krom toho má ze světového šampionátu stříbro (2001) a bronz (1993). Zlato vybojovala rovněž na mistrovství Evropy v roce 1998, na euru 1994 skončila s národním týmem třetí. V reprezentaci nastupovala v letech 1993-2004 a odehrála za ni 162 zápasů. Největších úspěchů na klubové úrovni dosáhla v dresu dánského Slagelse FH, s nímž dvakrát vyhrála nejprestižnější evropskou klubovou soutěž, Ligu mistrů EHF, a to v letech 2005 a 2007. Potřetí vyhrála Ligu mistrů v roce 2011 s norským klubem Larvik HK. Třikrát též zvedla nad hlavu Pohár vítězů pohárů, dvakrát s norským Bækkelagets SK (1998, 1999) a jednou s dánským FCK Håndbold (2009). V roce 2001 byla Mezinárodní házenkářskou federací zvolena nejlepší světovou hráčkou roku.